# Oopelma globicornis
Oopelma globicornis är en tvåvingeart som först beskrevs av Christian Rudolph Wilhelm Wiedemann 1821.  Oopelma globicornis ingår i släktet Oopelma och familjen bromsar. Inga underarter finns listade i Catalogue of Life.